# Mandriva InstantOn
Mandriva Instanone es un nuevo entorno para dispositivos móviles de mandriva, InstantOn está diseñado para equipos OEM y desarrollos específicos, una de sus características es que puede ser Volcado en un CD o memoria USB, para poder instalarse fácilmente en unos pocos clics.
Además, está diseñado para que arranque en menos de 10segundos ,además InstantOn encaja perfectamente a los dispositivos móviles como notebooks, computadoras portátiles, MIDs. Se puede conectar a Internet en todas partes utilizando un administrador de red muy fácil y eficiente.
una de las mejores características de InstantOn es el uso mínimo de espacio en el disco duro. se puede usar con una cantidad muy pequeña de memoria.y se puede utilizar como un complemento para un sistema operativo habitual (las distribuciones de Linux, Windows XP, Vista o siete).

## Aplicaciones

### Web
- Mozilla Firefox 3.5.5

(con plugins de Flash y Java).
- Mail
- Mozilla Thunderbird 2.0.0.23.

### IM
- Pidgin y Skype.

### Multimedia
- Rythmbox, Totem, Eye of GNOME, manifiestan.

## Requisitos mínimos de hardware

### Procesador
- Todos los procesadores Intel, AMD y chips de VIA.

### Memoria
- RAM: 256MB mínimo.

### Tarjeta de vídeo
- ATI, Intel, SIS, Matrox, Nvidia, Poulsbo, VIA.
- Sólo funciona en 800 × 600, 16 bits modo de visualización.

### Tarjeta de sonido
- Sound Blaster Todos, AC97 y la HDA tarjetas compatibles.